# Saison 6 de Better Call Saul
Chronologie
Saison 5
La sixième saison de la série télévisée américaine Better Call Saul comporte 13 épisodes diffusés du 18 avril au 15 août 2022 sur AMC, aux États-Unis.

## Synopsis
Ignacio fuit le clan Salamanca mais finit par se rendre après que Mike lui a garanti que son père sera épargné de toute rétorsion.  Lalo poursuit ses investigations contre le clan Los Pollos Hermanos, jusqu'à une confrontation finale avec Gus Fring à l'intérieur du laboratoire sous-terrain.  Entre-temps, Jimmy et Kim continuent leur vengeance à l'encontre d'Howard en sabotant la résolution extra-judiciaire de l'affaire Sandpiper.  Leurs manigances aboutissent à la mort d'Howard.
Six années après les faits, en planque sous l'identité de Gene Takovic, Jimmy renoue finalement avec son passé et reprend ses activités crapuleuses.  Il finit par être identifié et appréhendé.  Après avoir obtenu un accord de principe sur une peine considérablement réduite à sept ans, il y renonce devant le juge, influencé par la confession complète faite par Kim au préalable.  Reconnaissant donc entièrement les faits et en assumant l'entière responsabilité tout en renonçant à son identité de Saul Goodman, il est condamné à quatre-vingt-six ans de réclusion criminelle.

## Distribution

### Acteurs principaux
- Bob Odenkirk (VF : Cyrille Artaux) : Jimmy McGill / Saul Goodman / Gene Takavic
- Jonathan Banks (VF : Féodor Atkine) : Mike Ehrmantraut
- Rhea Seehorn (VF : Sylvie Jacob) : Kim Wexler
- Patrick Fabian (VF : Nicolas Marié) : Howard Hamlin
- Michael Mando (VF : Nessym Guetat) : Nacho Varga
- Giancarlo Esposito (VF : Thierry Desroses) : Gustavo « Gus » Fring
- Tony Dalton (VF : Julien Kramer) : Eduardo « Lalo » Salamanca

### Acteurs récurrents
- Mark Margolis (VF : Mathieu Lagarrigue) : Don Hector « Tio » Salamanca
- Luis Moncada : Marco Salamanca
- Daniel Moncada : Leonel Salamanca
- Jeremiah Bitsui (VF : Fred Colas) : Victor
- Ray Campbell (VF : Jean-Alain Velardo) : Tyrus Kitt
- Tina Parker (VF : Natacha Muller) : Francesca Liddy
- Steven Bauer : Don Eladio Vuente
- Javier Grajeda (VF : Diego Asensio) : Juan Bolsa
- Lavell Crawford (VF : Asto Montcho) : Huell Babineaux
- Julie Ann Emery (VF : Barbara Tissier) : Betsy Kettleman
- Jeremy Shamos (VF : Tugdual Rio) : Craig Kettleman
- Eileen Fogarty (VF : Jade Nguyen) : Mme Nguyen
- Dennis Boutsikaris (VF : Denis Boileau) : Richard « Rich » Schweikart
- Ed Begley, Jr. (VF : Stéphane Bazin) : Clifford Main
- Nigel Gibbs : Tim Roberts
- Lennie Loftin (VF : Aurélien Lorgnier) : Genidowski
- John Posey (VF : Philippe Catoire) : Rand Casimiro
- John Ennis (VF : Pascal Casanova) : Lenny
- Sandrine Holt (VF : Josy Bernard) : Cheryl Hamlin
- Pat Healy (VF : Cyrille Monge) : Jeff
- Carol Burnett (VF : Frédérique Cantrel) : Marion

### Invités
- Julia Minesci : Wendy
- David Ury : Spooge
- John Koyama : Emilio Koyama
- Bryan Cranston (VF : Stefan Godin) : Walter Hartwell « Walt » White / « Heisenberg »
- Aaron Paul (VF : Alexandre Gillet) : Jesse Pinkman
- Betsy Brandt (VF : Brigitte Guedj) : Marie Schrader
- Todd Terry : Austin Ramey

## Production

### Développement
Le 16 janvier 2020, un mois avant la diffusion de la cinquième saison, AMC annonce le renouvellement de la série pour une sixième saison, faisant office de conclusion à la série ; prévue pour 2022, celle-ci se composera de treize épisodes,,.

## Liste des épisodes
Première partie
1. Du vin et des roses
2. La Carotte et le Bâton
3. Le Marteau et l'Enclume
4. Délit de fuite
5. Salement amoché
6. Dur à la hache
7. Préparation, Exécution
Seconde partie
8. Dans le viseur
9. Partie de plaisir
10. Nippy
11. Breaking Bad
12. De l'eau dans le gaz
13. Saul au monde

### Première partie

#### Épisode 1:Du vin et des roses
- États-Unis : 18 avril 2022 sur AMC
- France /  Belgique /  Suisse : 19 avril 2022 sur Netflix

- États-Unis : 1,4 million de téléspectateurs[réf. souhaitée]

Séquence d'introduction dans le futur : une équipe perquisitionne le domicile luxueux de Saul et récupère ses biens.
Après avoir été impliqué dans la tentative d'assassinat de Lalo Salamanca, Nacho prend la fuite et se réfugie dans un motel, où il trouve une enveloppe contenant de l'argent et une arme. Juan Bolsa apprend à Gus que Lalo est mort et que Nacho est recherché pour trahison, mais Gus émet des doutes quant à la réussite de la mission.
Lalo, ayant survécu, arrive dans la maison de ses serviteurs et les tue pour ne pas laisser de témoins, puis se sert du corps de l'un d'entre eux, Mateo, comme preuve de sa mort sur le lieu de la fusillade. Il se dirige vers un fourgon clandestin afin de passer la frontière, appelle Hector pour lui annoncer qu'il est bel et bien vivant et de garder cela secret. Lalo lui dit aussi que Gus est responsable de l'attaque et veut se venger, mais Hector lui suggère de trouver des preuves contre Gus, ce qui convainc Lalo à changer de plan.

#### Épisode 2:La Carotte et le Bâton
Pour les articles homonymes, voir La Carotte et le Bâton (homonymie).
Cet article possède un paronyme, voir La Carotte ou le bâton.
- États-Unis : 18 avril 2022 sur AMC
- France /  Belgique /  Suisse : 19 avril 2022 sur Netflix

- États-Unis : 1,16 million de téléspectateurs[réf. souhaitée]

Jimmy et Kim continuent de peaufiner leur stratagème contre Howard en le faisant passer pour un accro à la drogue. Kim a alors une idée : elle envoie Jimmy au nouveau service d'aide fiscale opéré par la famille Kettleman pour leur dire qu'il possède des preuves pour attaquer Howard en justice pour assistance inappropriée dans leur affaire. Les Kettleman préfèrent rendre visite à Clifford Main pour le convaincre de lancer un procès contre Howard, mais l'avocat ne croit pas à ces rumeurs et refuse l'affaire. Le lendemain, Jimmy et Kim retournent voir les Kettleman, qui ont compris leur plan pour salir la réputation d'Howard et projettent de tout lui raconter. Kim contre-attaque en menaçant de dénoncer la fraude à laquelle se livrent les Kettleman dans leur nouveau métier. Alors que Jimmy et Kim s'en vont, ils sont suivis par une mystérieuse voiture. 
Au domicile de Nacho, Mike et les hommes de Gus percent le coffre-fort, qui renferme de l'argent et les fausses cartes d'identité que Nacho compte utiliser pour fuir avec son père. Ils remplacent le coffre par une réplique avec le même contenu, à l'exception de la carte du père de Nacho que Mike emporte discrètement, et ajoutent une enveloppe. Gus rend visite à Hector Salamanca avec Juan Bolsa pour lui dire que Lalo sera vengé, mais le comportement d'Hector indique à Gus que Lalo est toujours vivant. Bolsa découvre le coffre-fort de Nacho avec l'enveloppe, qui contient une transaction d'un compte offshore et le numéro de téléphone du motel où Nacho se cache. 

#### Épisode 3:Le Marteau et l'Enclume
- États-Unis : 25 avril 2022 sur AMC
- France /  Belgique /  Suisse : 26 avril 2022 sur Netflix

- États-Unis : 1,16 million de téléspectateurs[réf. souhaitée]

Jimmy et Kim mettent en place la suite de leur plan, qui est d'avoir accès à la voiture d'Howard. Jimmy a en tête d'utiliser Huell afin de subtiliser les clés de la voiture et d'en faire un double. Au tribunal, une procureure annonce à Kim avoir découvert la véritable identité de Lalo Salamanca, que ce dernier est mort, et veut que Jimmy donne des informations sur lui. Kim révèle tout cela à Jimmy et lui demande comment il compte agir. 

#### Épisode 4:Délit de fuite
- États-Unis : 2 mai 2022 sur AMC
- France /  Belgique /  Suisse : 3 mai 2022 sur Netflix

- États-Unis : 1,4 million de téléspectateurs[réf. souhaitée]

Le plan de Jimmy et Kim continue : Jimmy, déguisé en Howard, vole sa voiture pendant l'une de ses séances avec son psy pendant que Kim a rendez-vous avec Cliff Main sur la terrasse d'un café. Jimmy récupère Wendy dans un motel et font une mise en scène où Jimmy la jette sur la rue devant Kim et Cliff, faisant croire à Cliff qu'Howard se paie des prostituées et les maltraite. En déposant Wendy au motel, Kim se rend compte qu'elle est suivie. Au tribunal, Jimmy est devenu persona non grata à la suite du procès contre Lalo, mais a gagné une énorme cote de popularité auprès des criminels locaux. Après avoir été suivie une nouvelle fois, Kim confronte les hommes qui la suivent et les fait partir. Mike lui révèle que ses hommes la suivent ainsi que Jimmy par précaution et que Lalo est vivant. Kim rejoint Jimmy, qui veut s'acheter un nouveau bureau, mais ne lui révèle pas la survie de Lalo. 

#### Épisode 5:Salement amoché
- États-Unis : 9 mai 2022 sur AMC
- France /  Belgique /  Suisse : 10 mai 2022 sur Netflix

Kim continue de garder secrète la survie de Lalo à Jimmy et développe sa paranoïa. Jimmy reçoit ses clients dans son nouveau bureau et embauche Francesca comme secrétaire. Howard persuade les résidents de Sandpiper, qui trouvent que l'affaire traîne, de ne pas accepter l'accord et désire obtenir un dédommagement plus important. Cliff le confronte sur ses supposés problèmes de drogue et usage de prostituées mais Howard comprend très vite que Jimmy est le responsable. Howard convoque Jimmy pour régler leurs comptes sur un ring de boxe qu'il remporte et dit à Jimmy qu'il espère que ce conflit cessera. Il demande malgré tout à un enquêteur privé de suivre Jimmy. Kim réussit à obtenir le nom du médiateur de l'affaire Sandpiper. 

#### Épisode 6:Dur à la hache
- États-Unis : 16 mai 2022 sur AMC
- France /  Belgique /  Suisse : 17 mai 2022 sur Netflix

Séquence d'introduction dans le passé : la jeune Kim se fait surprendre à voler des bijoux et se fait lourdement réprimander par sa mère devant le gérant du magasin, qui renonce à appeler la police. Sa mère en profite pour voler les bijoux et les offrir à Kim.
L'enquêteur privé d'Howard rapporte que Jimmy et Kim gardent une routine régulière, à l'exception d'un récent retrait en espèces de 20 000 $. Jimmy et Kim se procurent un médicament qui dilate les pupilles auprès du Dr. Caldera pour une utilisation dans leur stratagème contre Howard. Caldera dit qu'il se retire du crime et montre à Jimmy et Kim son livre crypté de contacts criminels, qui contient également la carte du magasin d'Ed. Jimmy et son équipe de tournage photographient un acteur se faisant passer pour Rand Casimiro, le médiateur dans l'affaire Sandpiper. Cliff invite Kim à Santa Fe pour rencontrer des représentants de la fondation Jackson Mercer, qui finance des projets similaires à son travail pro bono, qui coïncide avec le jour où elle et Jimmy exécuteront leur plan contre Howard. Jimmy l'encourage à y aller et obtient via Francesca le numéro de téléphone de la médiation. Le jour J, Jimmy aperçoit Casimiro, qui s'est récemment cassé le bras, ce qui n'est pas représenté sur leurs photos. Jimmy avertit Kim, en route pour Sante Fe, et propose de reporter leur plan mais Kim refuse et retourne à Albuquerque. 

#### Épisode 7:Préparation, Exécution
- États-Unis : 23 mai 2022 sur AMC
- France /  Belgique /  Suisse : 24 mai 2022 sur Netflix

De retour à Albuquerque, Lalo surveille la blanchisserie de Gus et projette d'attaquer les lieux pour découvrir le laboratoire. En voulant appeler Hector, Lalo se rend compte que leur conversation est sur écoute et ment à Hector en lui disant qu'il va attaquer Gus. Il a alors une idée. À la suite de cet appel, Mike redirige ses hommes présents aux cibles moins prioritaires pour protéger le plus possible Gus. 

### Seconde partie

#### Épisode 8:Dans le viseur
- États-Unis : 11 juillet 2022 sur AMC
- France /  Belgique /  Suisse : 12 juillet 2022 sur Netflix

#### Épisode 9:Partie de plaisir
- États-Unis : 18 juillet 2022 sur AMC
- France /  Belgique /  Suisse : 19 juillet 2022 sur Netflix

#### Épisode 10:Nippy
- États-Unis : 25 juillet 2022 sur AMC
- France /  Belgique /  Suisse : 26 juillet 2022 sur Netflix

En 2010, Jimmy McGill, sous l'apparence de Gene Takavic, offre son assistance à Marion, une dame âgée, en proposant de l'accompagner chez elle, son fauteuil roulant étant coincé dans la neige, et discrètement saboté par Gene. Il se lie d'amitié avec elle et lui fait part de la recherche de son chien perdu Nippy (en réalité inexistant). Marion se révèle être la mère de Jeff, le chauffeur de taxi qui a reconnu Gene comme étant Saul Goodman. En arrivant chez lui, Jeff s'interroge sur la présence et les motivations de Gene. Ce dernier convainc Jeff de réaliser un cambriolage dans le centre commercial d'Omaha, où il travaille. 

#### Épisode 11:Breaking Bad
- États-Unis : 1er août 2022 sur AMC
- France /  Belgique /  Suisse : 2 août 2022 sur Netflix

En 2008, Saul est victime d'un enlèvement par deux hommes cagoulés roulant en camping-car. Pieds et poings liés, Saul panique, croyant à un enlèvement commandité par le cartel, et plus particulièrement par Lalo Salamanca qu'il croit encore en vie. Deux ans plus tard, en novembre 2010, Saul, alors sous l'identité de Gene Takavic, prend contact avec son ancienne secrétaire, Francesca, restée à Albuquerque. Lors de cet appel, Saul donne des indications à Francesca pour qu'elle retrouve de l'argent caché dans le désert à proximité. Il lui demande ensuite des nouvelles de ses complices encore en vie et sur l'enquête en cours sur les affaires criminelles de Gus Fring et Heisenberg. Francesca explique à Saul qu'il est la dernière personne activement recherchée par la police, et que Kim a voulu prendre de ses nouvelles. Plus tard, Saul tente de prendre contact avec Kim, mais la discussion semble tourner à la dispute. 
Le lendemain, Gene rend visite à Marion afin de reprendre contact avec Jeff. Il propose à ce dernier de mettre en place de nouvelles arnaques. Jeff est surpris, mais accepte de reprendre les affaires. Les nouvelles arnaques consistent à faire boire puis droguer un homme seul et riche dans un bar puis de le ramener chez lui par le taxi de Jeff, qui s'assure que la porte d'entrée de la victime ne se verrouille pas. Plus tard dans la nuit, un ami de Jeff, Buddy, s'infiltre dans le domicile de la victime et prend des photos de l'ensemble des pièces d'identités et des données fiscales de la personne. Ces informations sont ensuite revendues à un faussaire.
Un flash-back de 2008 nous montre Saul remonter dans le camping-car de ses ravisseurs, en réalité Walter White et Jesse Pinkman. Saul comprend que le camping-car est un laboratoire de méthamphétamine mobile et qu'un de ses ravisseurs n'est autre qu'Heisenberg, qui commence à se faire un nom dans le milieu du trafic de drogue. Mais Walter refuse de lui donner plus d'informations.
Plus tard, dans le bureau de Saul, Mike, avec qui il s'entretient de dossiers de ses clients, lui apprend qu'Heisenberg est en fait Walter White, un professeur de chimie du lycée atteint d'un cancer, et qu'il est épaulé par Jesse Pinkman, un de ses anciens élèves. Bien que Saul soit tenté de poursuivre sa collaboration avec les deux néo-trafiquants, Mike le lui déconseille fortement, décrivant Walter comme un amateur.
De retour en 2010, Gene tient une nouvelle cible à arnaquer, mais l'homme en question lui révèle être atteint d'un cancer. Gene poursuit malgré tout, mais lorsqu'il s'en rend compte, Buddy refuse de l'arnaquer. Gene se fâche contre lui, n'hésitant pas à souligner la probable mort prochaine de la victime, mais devant l'obstination de Buddy, Gene le renvoie du groupe et décide de réaliser l'arnaque lui-même, malgré le faible enthousiasme de Jeff. 

#### Épisode 12:De l'eau dans le gaz
- États-Unis : 8 août 2022 sur AMC
- France /  Belgique /  Suisse : 9 août 2022 sur Netflix

Dans un flashback de 2004, Kim se rend au bureau de Saul pour finaliser leur divorce. Saul fait mine de n'en avoir rien à faire, et Kim s'en va sans dire au revoir. À l'extérieur, elle rencontre par hasard Jesse Pinkman, alors petit trafiquant de méthamphétamine aux côtés d'Emilio Koyama. Sous une pluie torrentielle, Pinkman lui demande si Saul Goodman est un avocat cool, ce à quoi elle répond : « à l'époque où je l'ai connu, il l'était ». 
En 2010, Kim, qui a refait sa vie en en Floride, reçoit un appel de Gene sur son lieu de travail. Elle lui demande de se rendre à la police, ce à quoi il rétorque qu'elle devrait faire de même, faisant référence à la mort d'Howard. Accablée de culpabilité, Kim se rend à Albuquerque et donne à la veuve d'Howard une confession écrite expliquant la destruction orchestrée par elle et Jimmy de l'image d'Howard et les véritables circonstances de sa mort. Un peu plus tard, elle s'effondre en larmes dans le bus qui la ramène en Floride.

#### Épisode 13:Saul au monde
- États-Unis : 15 août 2022 sur AMC
- France /  Belgique /  Suisse : 16 août 2022 sur Netflix

Dans un flashback se passant dans l'épisode Transporteur, Jimmy demande à Mike ce qu'il ferait s'il avait une machine à voyager dans le temps. Quand Mike répond qu'il s'empêcherait de prendre son premier pot-de-vin, Jimmy dit qu'il l'utiliserait pour gagner de l'argent. 
En 2010, Gene est attrapé et arrêté, et appelle son ancien collègue et rival Bill Oakley comme co-conseil. Ils négocient un accord pour sept ans de prison, Gene prétendant avoir été victime des stratagèmes de Walter White. 
Dans un flashback quelques mois plus tôt, lors des événements de L'origine du mal (dans la série Breaking Bad), Saul pose à Walter la question de la machine à voyager dans le temps. Celui-ci la rejette mais le défie de parler de regrets. Walt avoue alors qu'il s'empêcherait de se retirer de Gray Matter Technologies, tandis que Saul répond qu'il s'empêcherait de feindre un dérapage (sa première escroquerie) devant un commerce, lequel a blessé de façon permanente son genou. 
Gene est extradé à Albuquerque pour le procès et ment au sujet d'un nouveau témoignage impliquant Kim pour qu'elle soit présente au tribunal le jour de l'audition. Dans un instant de rédemption, il admet ensuite sa seule et pleine implication dans l'empire de Walter et le suicide de Chuck, perdant donc son arrangement et écopant d'une peine de 86 ans d’emprisonnement. 
Dans un flashback de 2002, Jimmy rend visite à Chuck, qui l'encourage à choisir un chemin différent. 